# Messe solennelle (Berlioz)

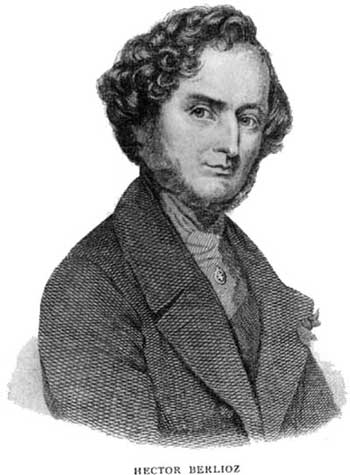
Hector Berlioz

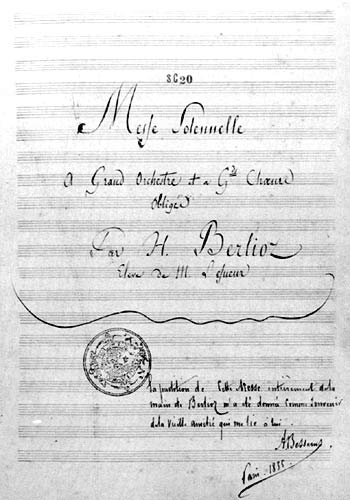
Titelblatt der Messe solennelle

Die Messe solennelle ist eine Messvertonung des französischen Komponisten Hector Berlioz.

## Geschichte
Die Messe solennelle entstand im Jahr 1824. Zu dieser Zeit studierte Berlioz am Pariser Conservatoire; der französische Kirchenmusiker Jean-François Lesueur war sein Lehrer. Dem war ein Konflikt zwischen dem Komponisten und seinem Vater, dem Arzt Louis Berlioz – dieser wünschte, dass sein Sohn Medizin studiere und eines Tages seine Landarztpraxis übernehme – sowie ein abgebrochenes Medizinstudium an der École de Médecine vorausgegangen.
Den Auftrag zur Messe solennelle bekam Berlioz im Mai 1824 für Ende Dezember des Jahres – vielleicht auf Vermittlung durch Lesueur – von Masson, dem Chorleiter der St-Roch-Kirche. Möglicherweise aus diesem Grund verlangte Louis Berlioz von seinem Sohn, nach Hause zurückzukehren. Berlioz’ Aufenthalt verlief zunächst angenehm; er und sein Vater führten sogar Gespräche über Musik. Während einer Stippvisite bei seinem Onkel Victor versuchte er, mit der Arbeit an der Messe zu beginnen. Doch kurz nach Berlioz’ Rückkehr nach Paris kippte die Stimmung. Möglicherweise hatte die gute Atmosphäre Berlioz zu der Fehlannahme verleitet, sein Vater habe sich mit dem Berufswunsch seines Sohnes abgefunden; hinzu kam die emotionale Reaktion seiner Mutter auf die Situation. Auch nach seiner Rückkehr nach Paris beharrte Berlioz weiter auf seinem Standpunkt.
Die Generalprobe für die Messe am 27. Dezember 1824 war jedoch ein Misserfolg. Die Gründe lagen unter anderem in der Abwesenheit vieler Musiker des Orchesters, in den mangelhaften Orchesterstimmen und in dem zu hohen Schwierigkeitsgrad der Messe für den Knabenchor. Der daraufhin folgende scharfe Briefwechsel zwischen Vater und Sohn wurde auf Berlioz’ Bitte hin von seinem Onkel Victor geschlichtet. Nach einer Überarbeitung der Messe wurde der 10. Juli 1825 als neuer Aufführungstermin festgesetzt. Berlioz’ Freund Augustin de Pons lieh ihm das nötige Geld und organisierte Chor und Orchester. Seiner Schulden wegen bezog Berlioz u. a. eine günstigere Wohnung und gab Flöten- und Gitarrenunterricht.
Die Aufführung der Messe wurde ein großer Erfolg bei Publikum und Presse. Es folgten positive Besprechungen der Messe im Journal des débats, Moniteur universel, dem Drapeau blanc, dem Journal de Paris und dem Aristarque français.
Der Erfolg verhalf Berlioz zu einer besseren Position seinen Eltern gegenüber und machte ihn sowohl emotional als auch finanziell von ihnen unabhängiger.
Später verwarf Berlioz die Messe und vernichtete das Aufführungsmaterial; nur das Resurrexit überlebte. Im Jahr 1991 wurde ein komplettes Autograph des Werkes wiederentdeckt.